# Liste des vaisseaux de Louis XIV

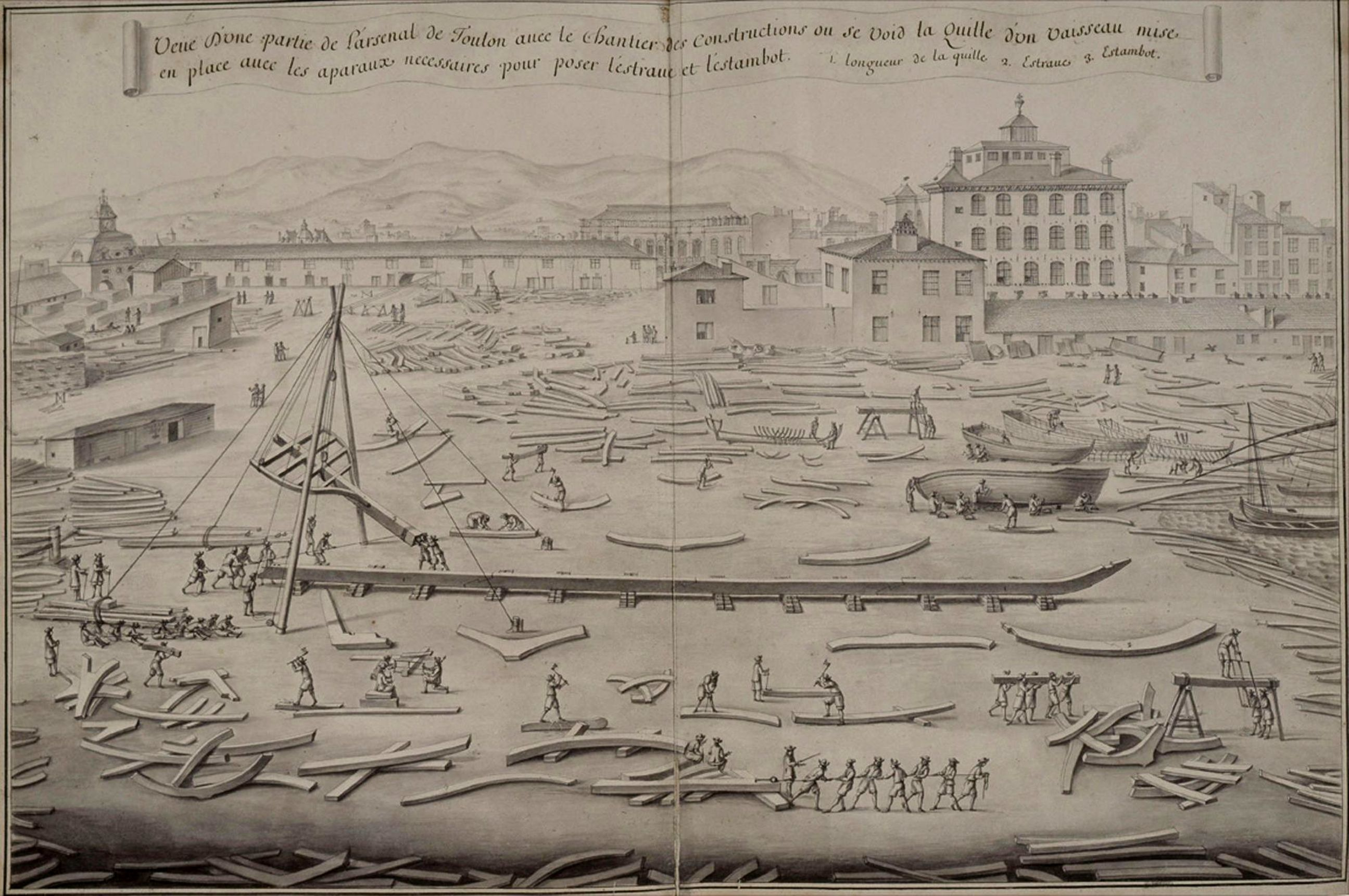
L’arsenal de Toulon assemblant un vaisseau vers 1670. (Illustration extraite de l’Album de Colbert).

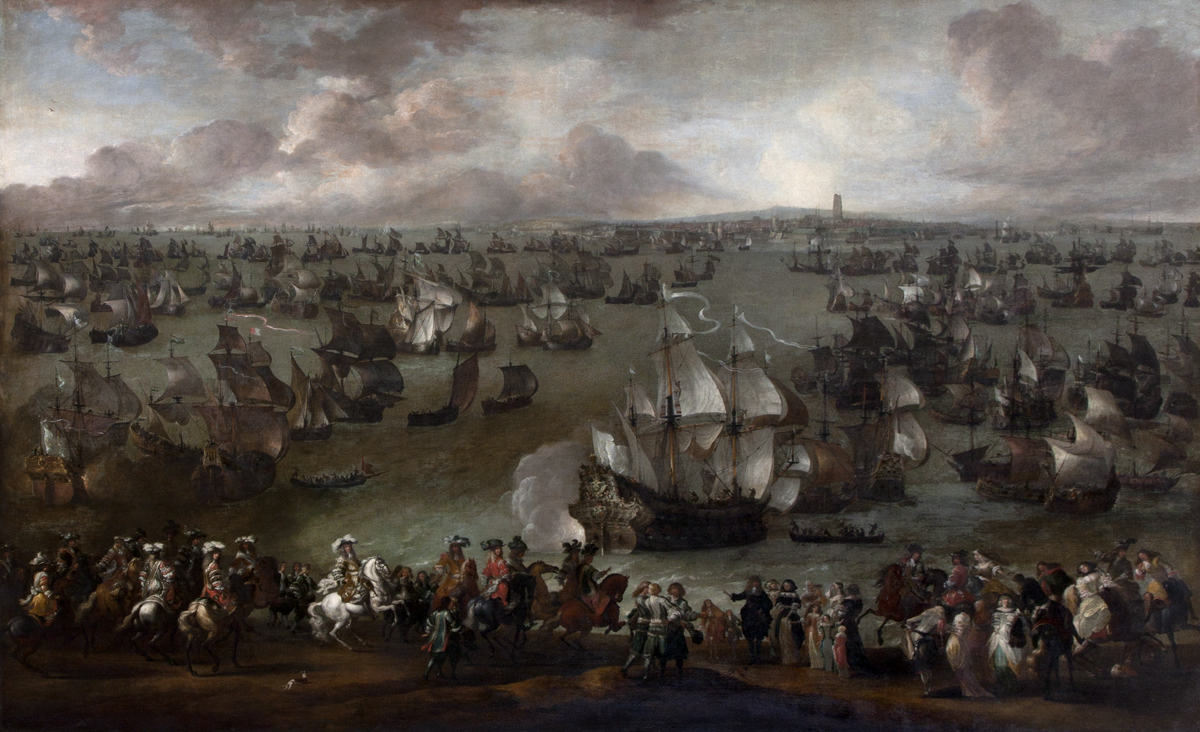
Louis XIV passant sa flotte en revue à Dunkerque en 1680.

Cette page donne la liste des vaisseaux de Louis XIV, construits sous son règne et classés par rangs.
Sont indiqués pour chaque vaisseau : son nom lors de son lancement, l'année de son lancement, le nombre de ses canons et les autres noms portés (pour les rebaptisés).
Les unités de la flotte sont classées à partir de 1669 en six rangs, les vaisseaux correspondent aux quatre premiers rangs, les frégates aux cinquième et sixième.

## Premier rang

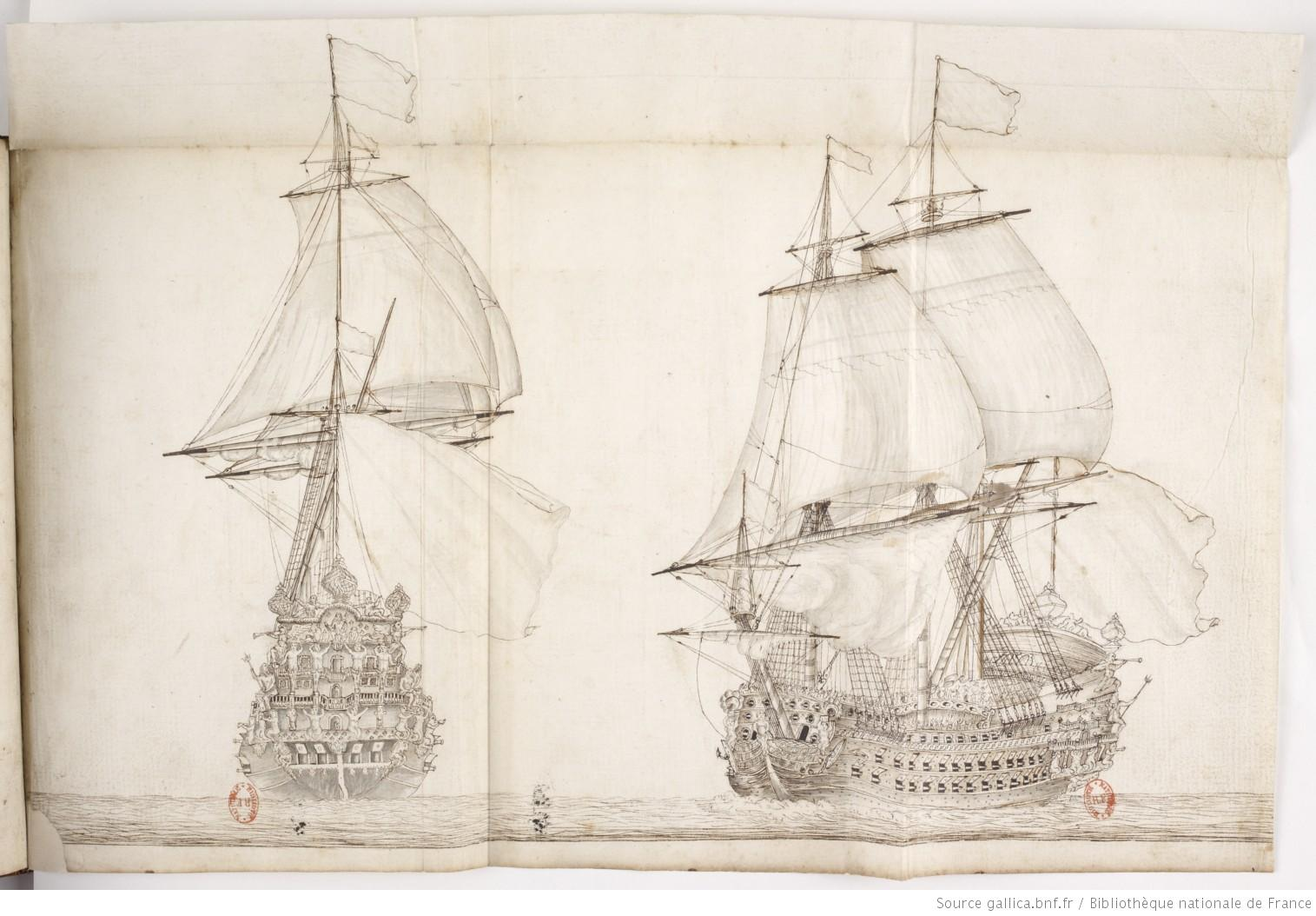
Profil du Royal-Louis, vaisseau de premier rang de plus de 100 canons lancé en 1668.

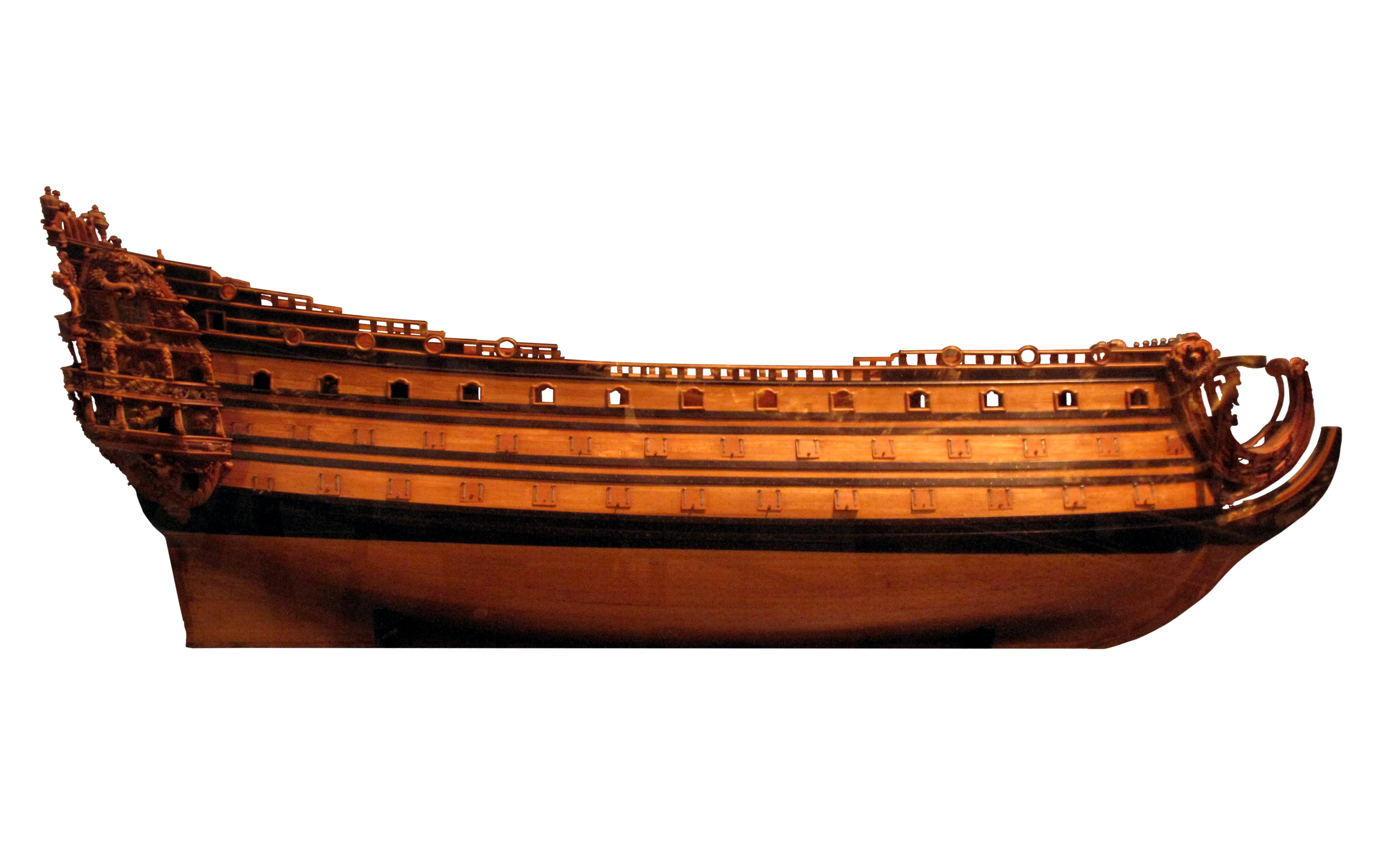
Modèle réduit du Soleil Royal au Musée national de la Marine. Le vaisseau est lancé en 1669.

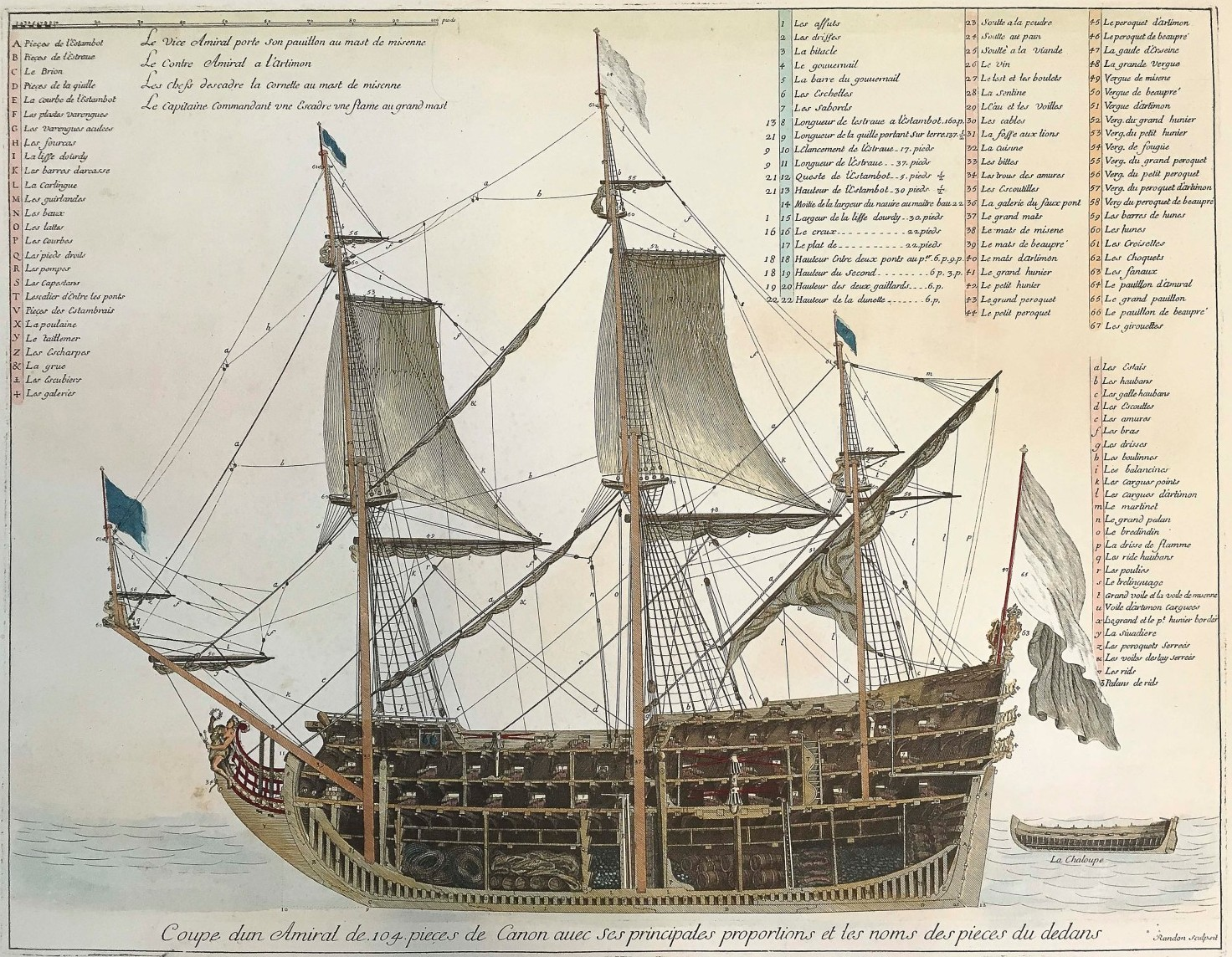
Coupe d'un vaisseau à trois-ponts français sans nom de 104 canons vers 1690 ayant « rang d'amiral ».

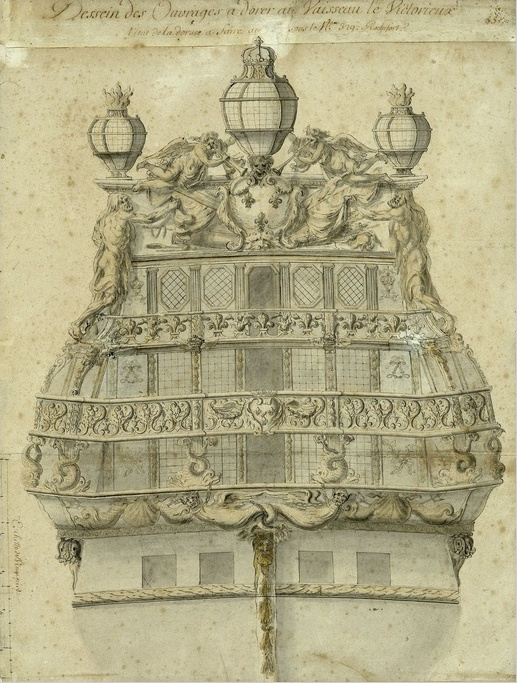
Ornements de poupe du vaisseau de premier rang le Victorieux, lancé en 1691.

Les vaisseaux de premier rang sont, sous Louis XIV, toujours des trois-ponts, très gros (plus de 1 400 tonneaux, record à 2 400 tonneaux pour le Royal-Louis de 1668), portant au minimum 80 canons (tous théoriquement en bronze et non pas en fonte). Ils sont majoritairement construits à Brest, Toulon et Rochefort.
L'ordonnance du 15 avril 1689 limite les premiers rangs à des vaisseaux d'au moins 2 000 tonneaux et portant 100 canons.
Le 20 janvier 1671, une partie de la flotte est rebaptisée par Louis XIV en personne : il supprime les noms trop terriens (Isle-de-France et Paris) ou qui rappellent des souvenirs (Henry pour son grand-père Henri IV et Royal-Duc pour le bâtard de son grand-père, le duc de Beaufort). L'opération est renouvelée en juin 1678.
- Saint-Philippe, 1663-1692, 70/84 canons (2e rang de 1671 à 1690)
- Royal-Louis, 1668-1690, 104/120c
- Dauphin-Royal, 1668-1700, 100c
- Royal-Duc, 1668-1688, 104/110c (rebaptisé Reyne en 1671)
- Monarque, 1669-1685, 84c
- Isle-de-France, 1669-1691, 70/80c (rebaptisé Lys en 1671)
- Couronne, 1669-1712, 80/82c
- Paris, 1669-1690, 72/80c (rebaptisé Royale-Thérèse en 1671)
- Henry, 1669-1689, 74/80c (rebaptisé Souverain en 1671, puis Admirable en 1678)
- Soleil-Royal, 1669-1692, 98/104c
- Sceptre, 1670-1689, 80/84c
- Magnanime, 1673-1705, 76/80c
- Victorieux, 1675-1685, 100/108c
- Souverain (ex-Admirable), 1678-1706, 80/84c
- Grand, 1681-1716, 74/88c
- Conquérant, 1689-1716, 84c
- Intrépide, 1690-1716, 84c
- Monarque (ex- Saint-Esprit), 1690-1716, 84/94c
- Admirable, 1690-1692, 94c
- Victorieux, 1691-1717, 88/94c
- Foudroyant, 1691-1692, 82/90c
- Orgueilleux, 1691-1713, 80/94c
- Sceptre, 1692-1716, 80/88c
- Merveilleux, 1692-1692, 84/96c
- Fulminant, 1692-1717, 96c
- Ambitieux, 1692-1692, 96c
- Formidable, 1692-1713, 84/100c
- Lys, 1692-1705, 80/88c
- Vainqueur, 1692-1712, 84/88c
- Royal Louis, 1693-1716, 110/112c
- Merveilleux, 1693-1712, 84/96c
- Soleil-Royal (ex-Foudroyant), 1693-1713, 96/104c
- Magnifique, 1693-1713, 86/88c
- Ambitieux, 1693-1713, 92/96c
- Admirable, 1693-1713, 92/96c
- Terrible, 1693-1714, 100/104c
- Tonnant, 1693-1710, 90c
- Saint-Philippe, 1693-1713, 90/92c
- Triomphant, 1694-1716, 90/98c
- Foudroyant (ex-Soleil-Royal), 1694-1713, 102/104c
- Fier, 1694-1713, 88/94c

## Deuxième rang

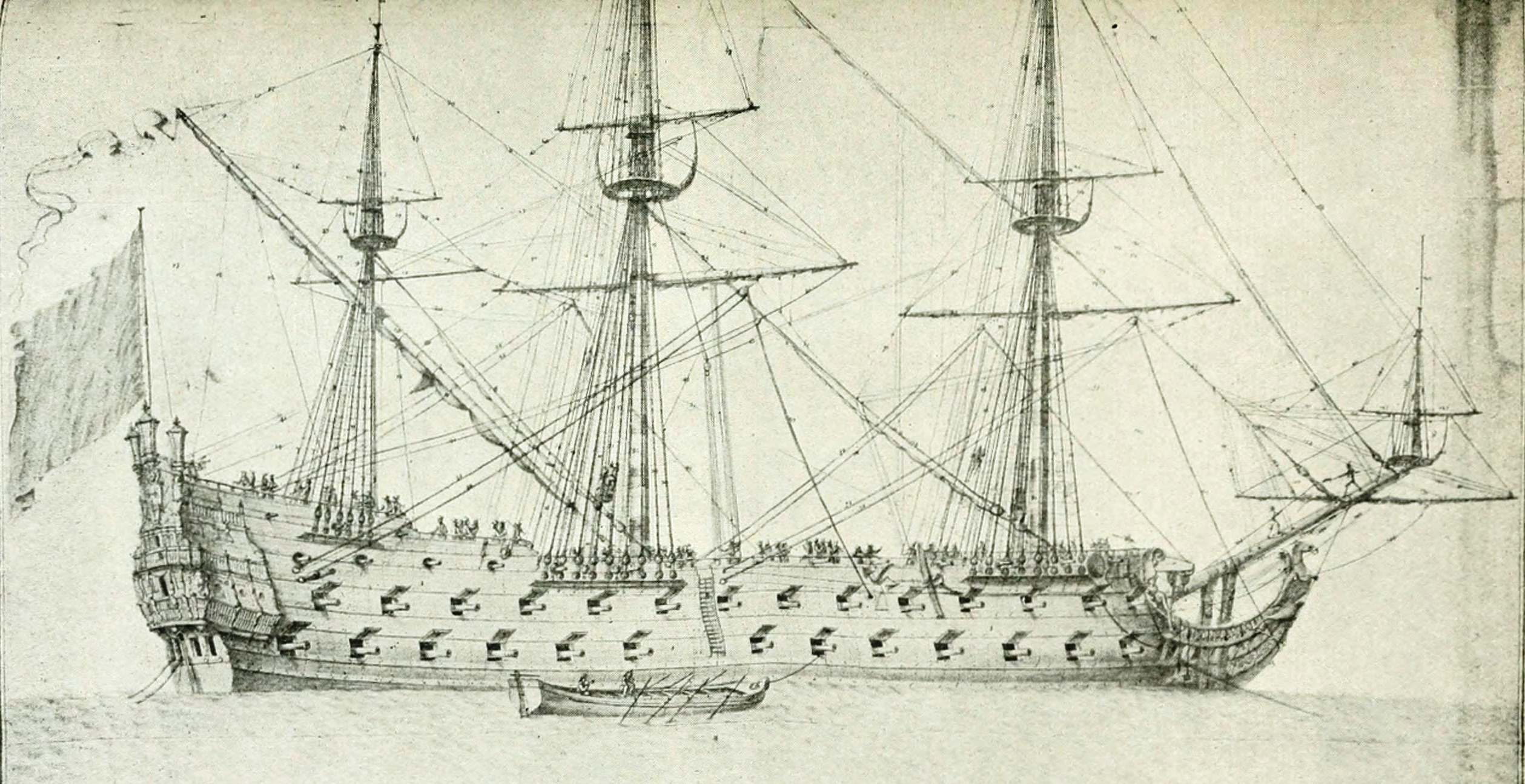
Vaisseau de ligne inconnu de 70 canons approximativement. Construit par Blaise Pangalo.

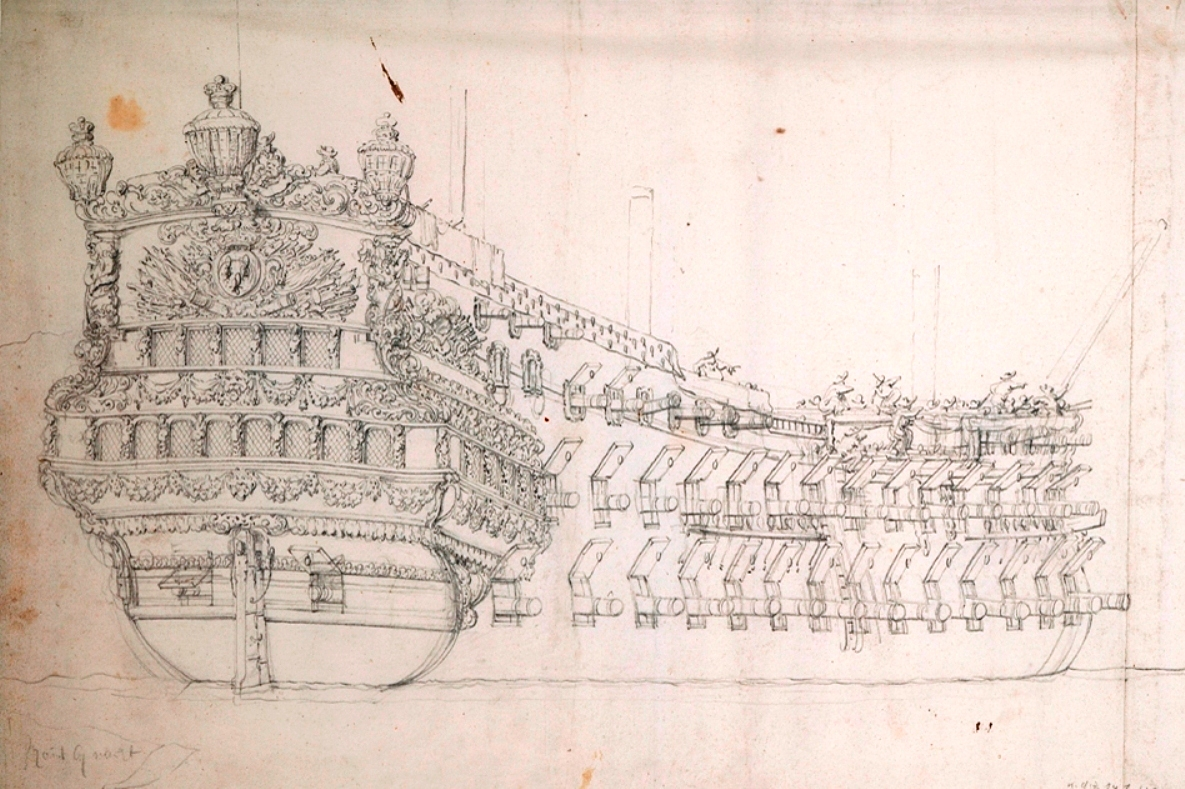
Dessin présumé du Superbe.

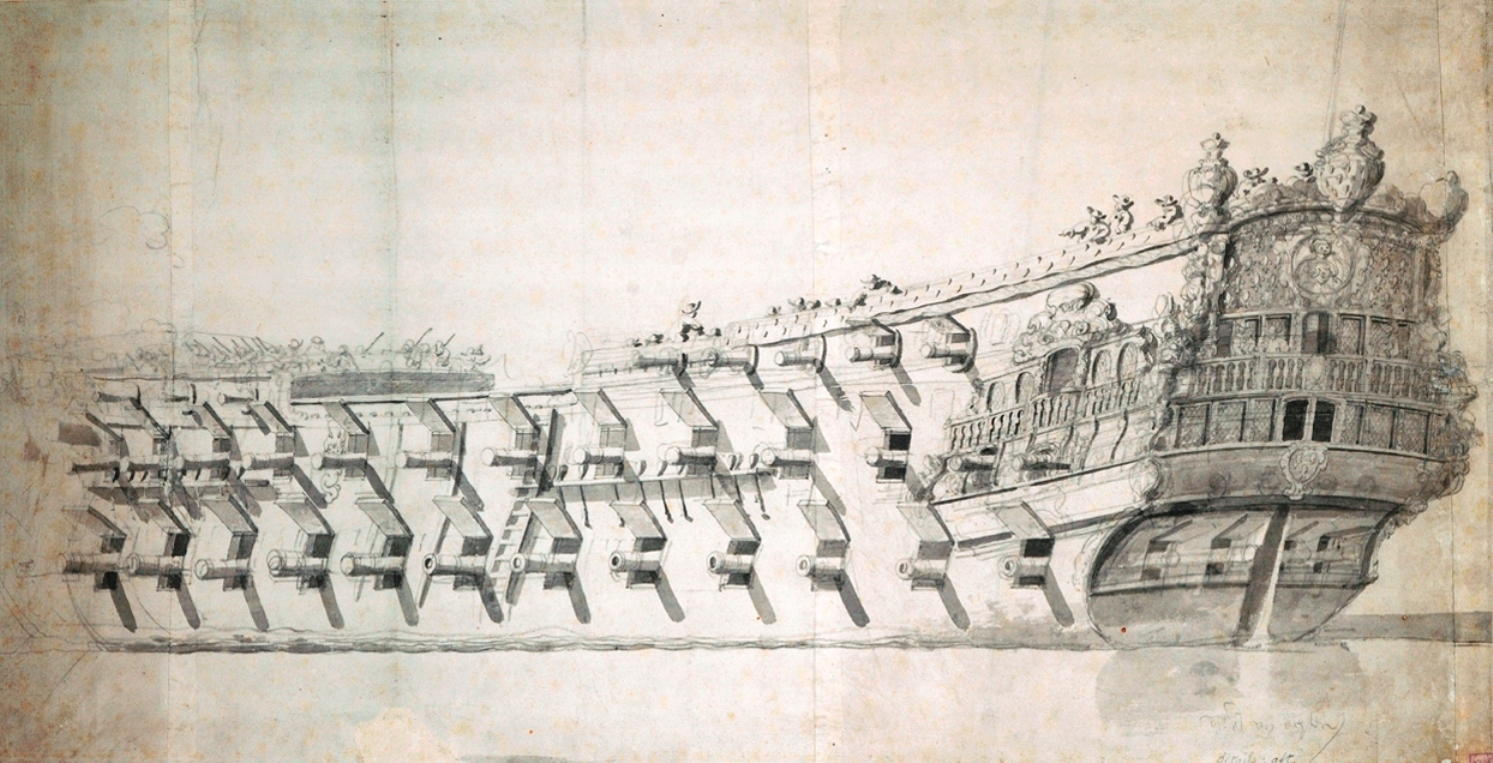
Dessin présumé du Fort.

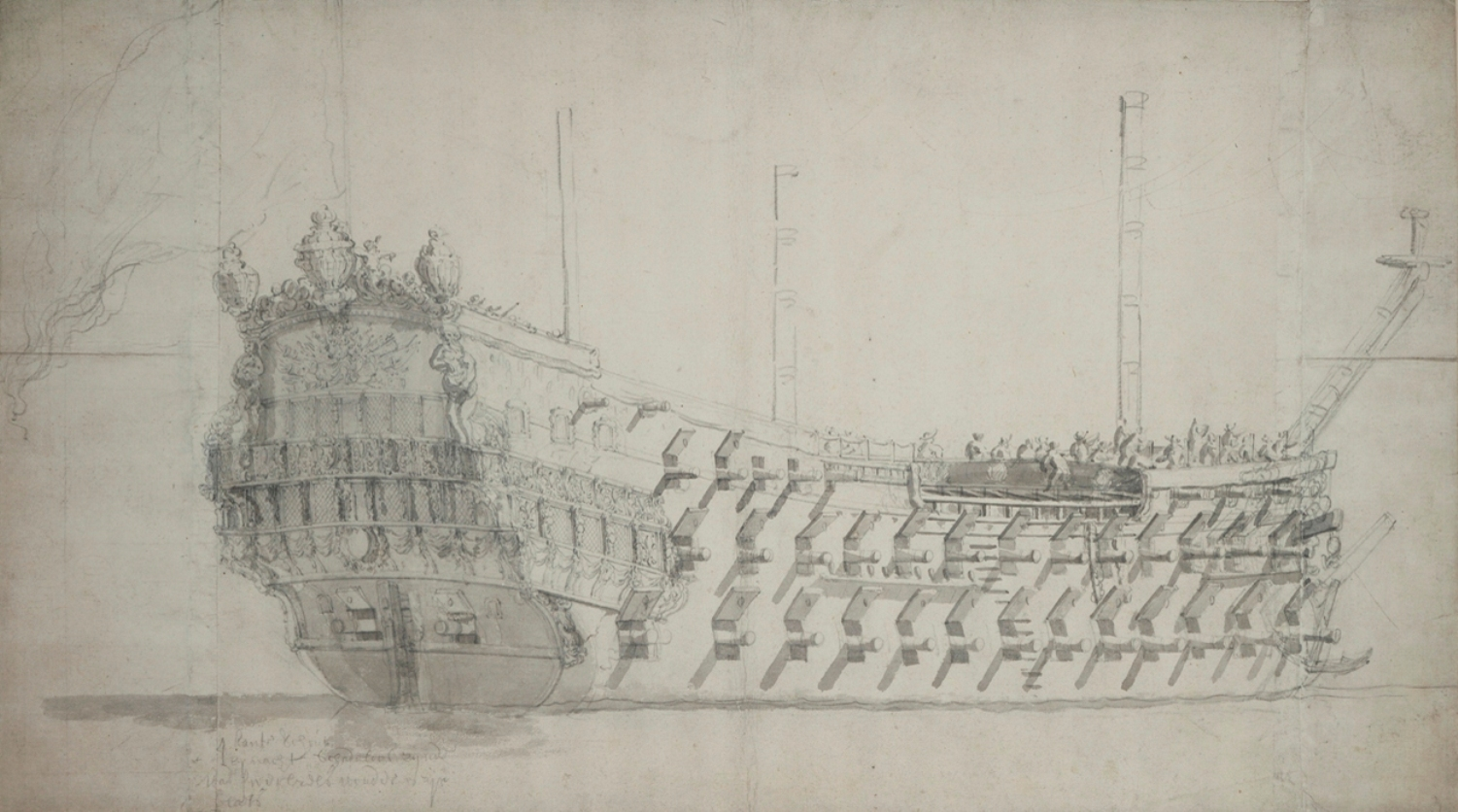
Dessin présumé du Royal Thérèse.

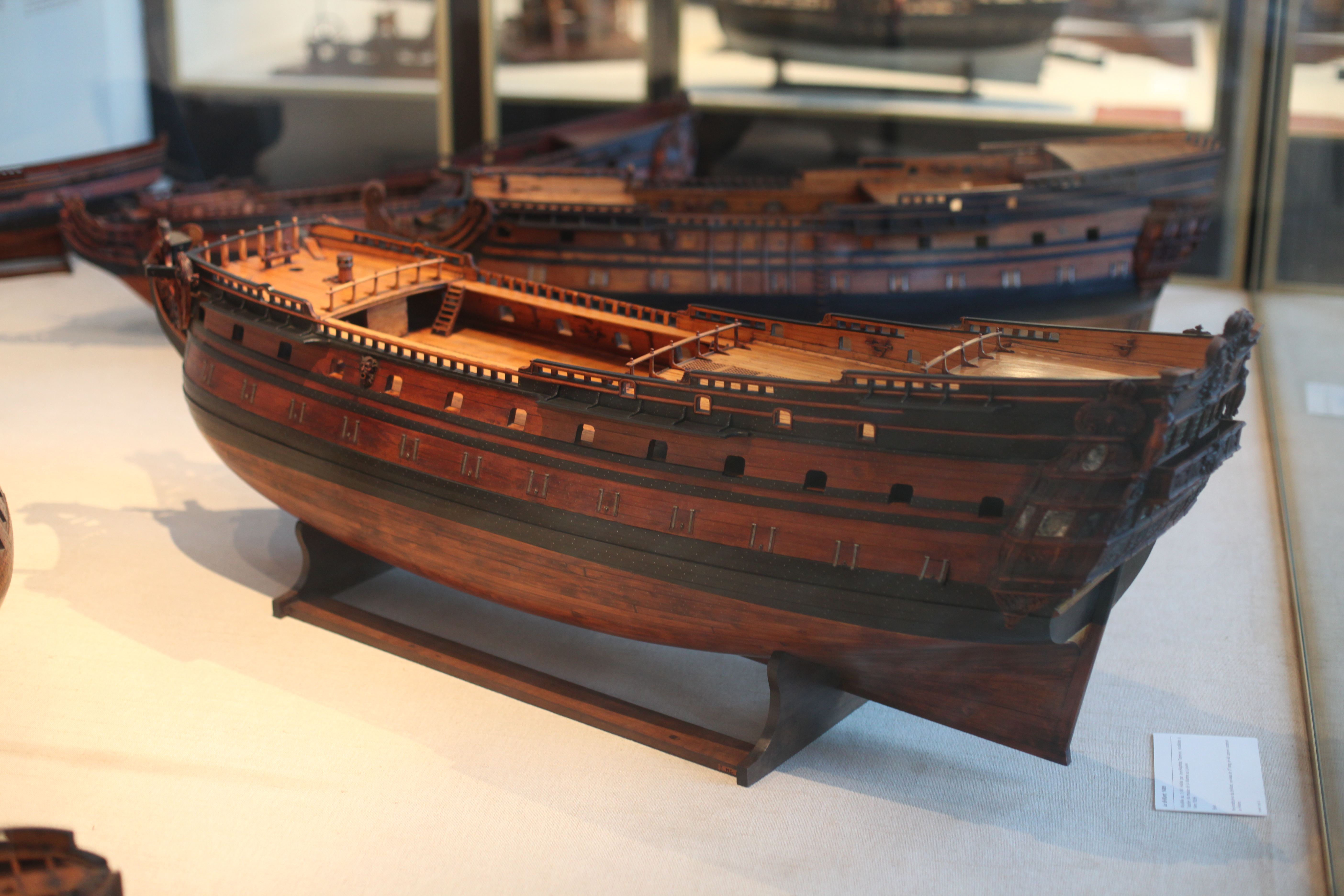
Modèle réduit du Brillant, au Musée national de la Marine.

Les vaisseaux de deuxième rang sont des trois-ponts, de 1 000 à 1 200 tonneaux, portant environ 64 canons (les 2/3 en bronze et le reste en fonte).
L'ordonnance du 15 avril 1689 limite les deuxièmes rangs à des vaisseaux d'environ 1 500 tonneaux portant 80 canons.
Plusieurs vaisseaux sont rebaptisés en 1671, Louis XIV remplaçant les noms trop anciens (François, Bourbon, Vermandois, Prince, Normand) par les vertus principales du Roi (Glorieux, Éclatant, Superbe, Florissant, Foudroyant, Grand, Sans-Pareil).
À noter que sept vaisseaux sont construits à l'étranger (Copenhague et surtout Amsterdam) jusqu'en 1667 car les arsenaux français, trop peu nombreux, ne sont pas encore capables de satisfaire la demande.
- Rubis, 1664, 60-64 canons
- Bourbon, 1665, 66 (rebaptisé Éclatant en 1671)
- Prince, 1666, 64-66 (rebaptisé Sans-Pareil en 1671)
- Frédéric, 1666, 70-80 (rebaptisé Admirable en 1671)
- Conquérant, 1666, 66-72
- Courtisan, 1666, 64-72 (rebaptisé Magnifique en 1671)
- Intrépide, 1666, 66-76 (rebaptisé Grand en 1671)
- Invincible, 1666, 64-74
- Neptune, 1666, 64-74 (rebaptisé Illustre en 1671)
- Normand, 1666, 66-72 (rebaptisé Saint-Louis en 1671)
- Princesse, 1667, 64 (rebaptisée Triomphant en 1671, puis Constant en 1678)
- Charente, 1669, 60-66 (rebaptisé Belliqueux en 1671, puis Courtisan en 1678)
- François, 1669, 62-66 (rebaptisé Glorieux en 1671)
- Fort, 1669, 68-70 (rebaptisé Foudroyant en 1671)
- Madame, 1670, 72-76 (rebaptisé Pompeux en 1671)
- Royale-Thérèse, 1670, 70-76 (rebaptisé Saint-Esprit en 1671)
- Terrible, 1670, 68-70
- Tonnant, 1670, 64-66
- Joly, 1670, 70-80 (rebaptisé Henry en 1671)
- Rubis, 1670, 72-76 (rebaptisé Florissant en 1671)
- Vermandois, 1671, 70-76 (rebaptisé Superbe en 1671)
- Parfait, 1671, 60-64
- Orgueilleux, 1672, 70-76
- Saint-Michel, 1673, 60-64
- Constant, 1675, 74-76, (rebaptisé Triomphant en 1678)
- Courtisan, 1676, 72-76 (rebaptisé Belliqueux en 1678)
- Glorieux, 1679, 62-66
- Terrible, 1680, 76
- Ardent, 1680, 64-66
- Tonnant, 1681, 76
- Fier, 1682, 76
- Bourbon, 1683, 64
- Courtisan, 1686, 64-66
- Content, 1686, 64-66
- Magnifique, 1686, 74
- Sérieux, 1687, 64 puis 58 (rebaptisé Croissant en 1688, puis Sérieux en 1689)
- Éclatant, 1688, 68-70
- Henri, 1688, 68
- Brillant, 1690, 64-66
- Aimable, 1690, 64-68
- Superbe, 1690, 70
- Invincible, 1690, 70
- Heureux, 1690, 68-70
- Constant, 1690, 68-70
- Gaillard, 1690, 66
- Laurier, 1690, 60
- Sirène, 1691, 60
- Écueil, 1691, 66-68
- Juste, 1691, 62-66
- Bizarre, 1692, 68
- Bourbon, 1692, 68
- Saint-Louis, 1692, 64-66
- Prompt, 1692, 70-76
- Fort, 1693, 70
- Éole, 1693, 62-64
- Content, 1695, 60-64
- Ferme, 1700, 66-70
- Parfait, 1701, 72-76
- Toulouse, 1703, 62
- Oriflamme, 1704, 60-62
- Neptune, 1704, 72
- Saint-Michel, 1706, 70-74
- Lys, 1706, 72
- Magnanime, 1706, 72
- Pompeux, 1707, 72

## Troisième rang

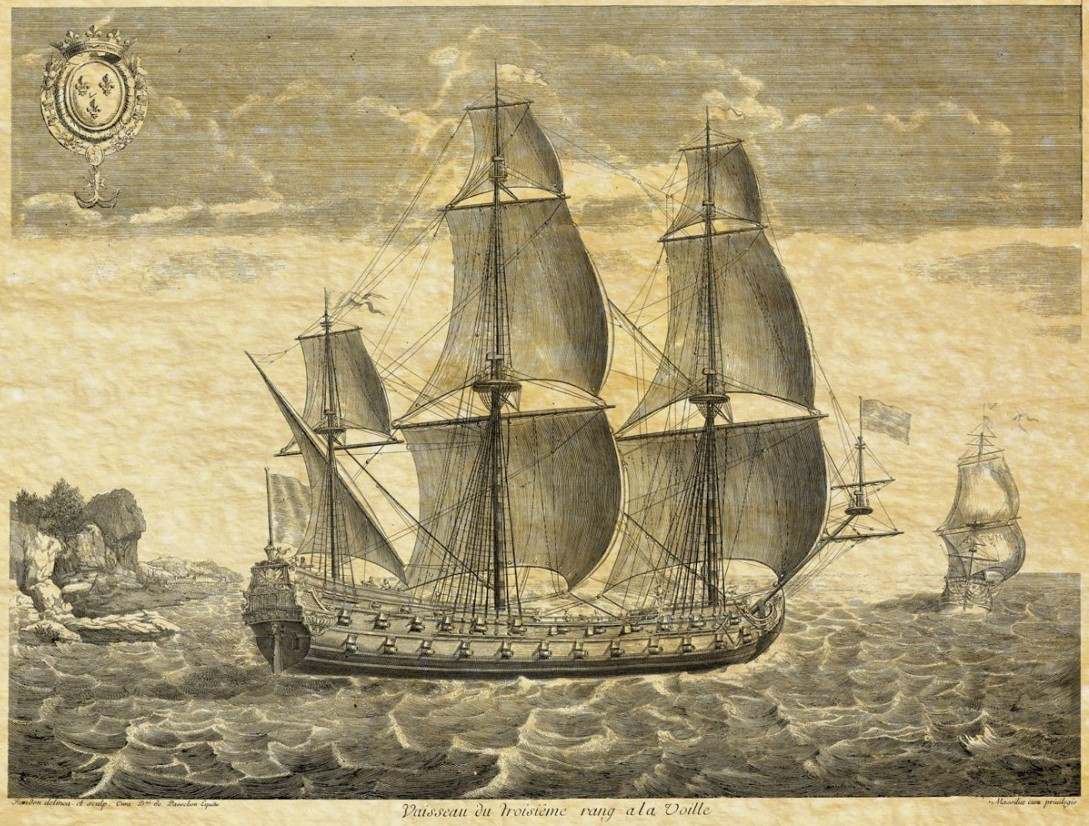
Dessin anonyme d'un vaisseau français de 50 canons de 3e rang dans les années 1680.

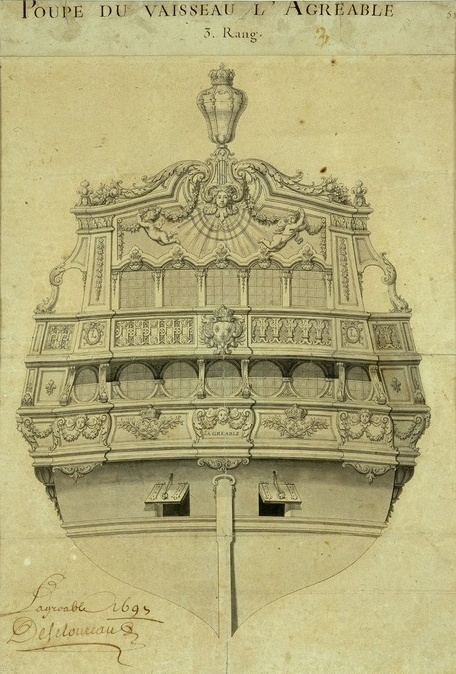
Décor de poupe du vaisseau de 3e rang l'Agréable, refondu en 1697.

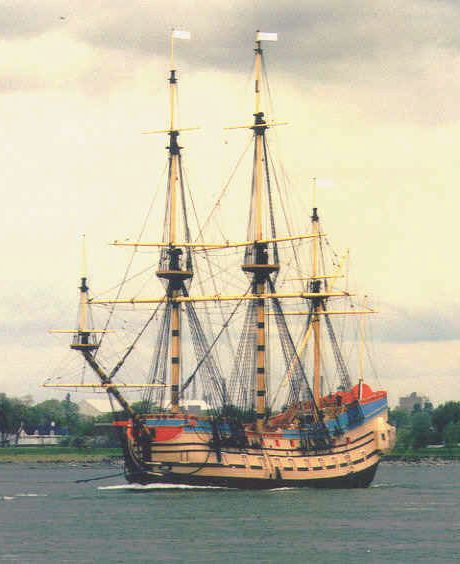
La reconstitution du Pélican, exemple de vaisseau de 3e rang portant 50 canons.

Les troisièmes rangs sont des vaisseaux de 900 à 1 000 tonneaux, portant environ 50 canons (la moitié théoriquement en bronze et l'autre en fonte).

L'ordonnance du 15 avril 1689 limite les troisièmes rangs à des vaisseaux d'environ 1 200 tonneaux portant 60 canons.
Plusieurs de ces vaisseaux sont rebaptisés en juin 1671, avec des qualités que le Roi s'attribue (Agréable, Aimable, Assuré, Brave, Courageux, Excellent, Fier, Fort, Intrépide, Parfait, Prudent) et avec les noms déclassés des rangs supérieurs (Bourbon, Vermandois, Duc, Prince, Rubis).
- Royale, 1661, 56-58 canons (rebaptisé Ferme en 1671)
- Chalain ou Grand-Chalain, 1660, 42/48 (rebaptisé Triomphe en 1662, puis Courageux en 1671)
- Dauphin, 1664, 52-54 (rebaptisé Vermandois en 1671, puis Vigilant en 1678)
- Diamant, 1664, 60
- Thérèse, 1665, 58
- Brave, 1670, 50-54 (rebaptisé Prince en 1671)
- Louvre, 1670, 50 (rebaptisé Bourbon en 1671)
- Oriflamme, 1670, 50
- Navarrais, 1670, 56 (rebaptisé Excellent en 1671)
- Glorieux, 1671, 56, (rebaptisé Agréable en 1671)
- Arrogant, 1682, 58
- Marquis, 1685, 56-60
- Modéré, 1685, 52-56
- Maure, 1688, 50-54
- Fortuné, 1689, 54-58
- Fleuron, 1689, 56-58
- Perle, 1690, 50-52
- Entendu, 1691, 58-60
- Capable, 1692, 58-60
- Indien, 1692, 56
- Pélican, 1693, 50
- Bon, 1693, 56
- Gaillard, 1693, 50-56
- Fougueux, 1695, 50-56
- Téméraire, 1695, 50-56
- Trident, 1695, 56-60
- Solide, 1695, 50
- Mercure, 1696, 52-60
- Assuré, 1967, 60
- Prudent, 1697, 60
- Hasardeux, 1699, 50
- Oriflamme, 1699, 64
- Amphitrite, 1700, 52 puis 48
- Triton, 1703, 50-52
- Jason, 1704, 54-58
- Auguste, 1704, 54-58
- Achille, 1705, 62-64
- Hercule, 1705, 56-60
- Mars, 1705, 54
- Dauphine, 1706, 60
- Bourbon, 1706, 54
- Superbe, 1708, 56

## Quatrième rang

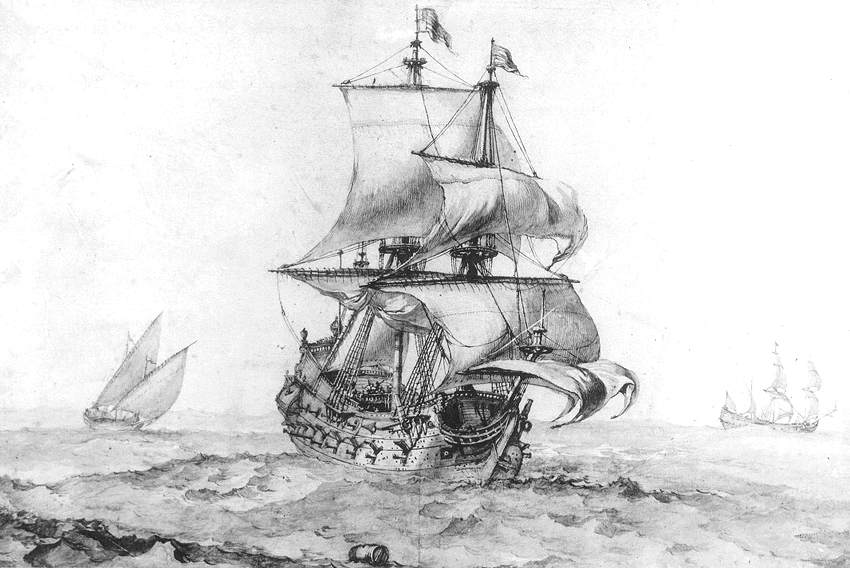
Un petit vaisseau de guerre de 4e rang des débuts du règne de Louis XIV.

Les quatrièmes rangs ou frégates-vaisseaux de 1er ordre sont des vaisseaux deux-ponts de 600 à 800 tonneaux, portant environ 36 canons (théoriquement le tiers en bronze et le reste en fonte).
L'ordonnance du 15 avril 1689 limite les quatrièmes rangs à des vaisseaux d'environ 700 tonneaux portant 46 canons. Leur taille réduite permet d'en construire quelques-uns dans des ports comme Le Havre, Dunkerque, et Bayonne.
- Infante, 1661, 36 canons

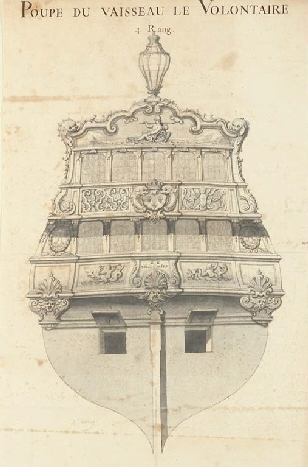
Poupe du Volontaire, vaisseau de 4e rang de 44 canons lancé en 1695 à Toulon.

- Jules, 1661, 38 (rebaptisé en 1671 Indien)
- Beaufort, 1662, 36-38 (rebaptisé en 1671 Neptune)
- Mercœur, 1662, 36 (rebaptisé en 1671 Trident)
- Duc, 1665, 42-46 (rebaptisé en 1671 Comte)
- Sirène, 1666, 44-46
- Cheval-Marin, 1666, 44-46
- Écueil, 1678, 40-44
- Léger, 1679, 40
- Solide, 1683, 44
- Emporte, 1683, 44
- Gaillard, 1684, 44-48
- François, 1687, 48-52
- Trident, 1688, 50
- Alcyon, 1689, 40
- Adroit, 1691, 44
- Opiniatre, 1691, 40
- Poli, 1691, 40
- Mutine, 1695, 40
- Volontaire, 1695, 44
- Amphitrite, 1696, 42-44
- Avenant, 1696, 42
- Dauphine, 1697, 40-42
- Triton, 1697, 44
- Thétis, 1697, 44
- Renommée, 1698, 44-48
- Maurepas, 1698, 46
- Adélaïde, 1699, 44
- Héros, 1701, 46
- Dryade, 1702, 44-46
- Parfaite, 1704, 40
- Griffon, 1705, 44-50
- Thétis, 1705, 44-50
- Atalante, 1707, 40-44
- Diane, 1707, 42-44
- Amazone, 1707, 40-42
- Gloire, 1707, 38
- Argonaute, 1708, 42-50, construit aux frais d'Dubois de La Motte (1683-1764)

## Cinquième rang

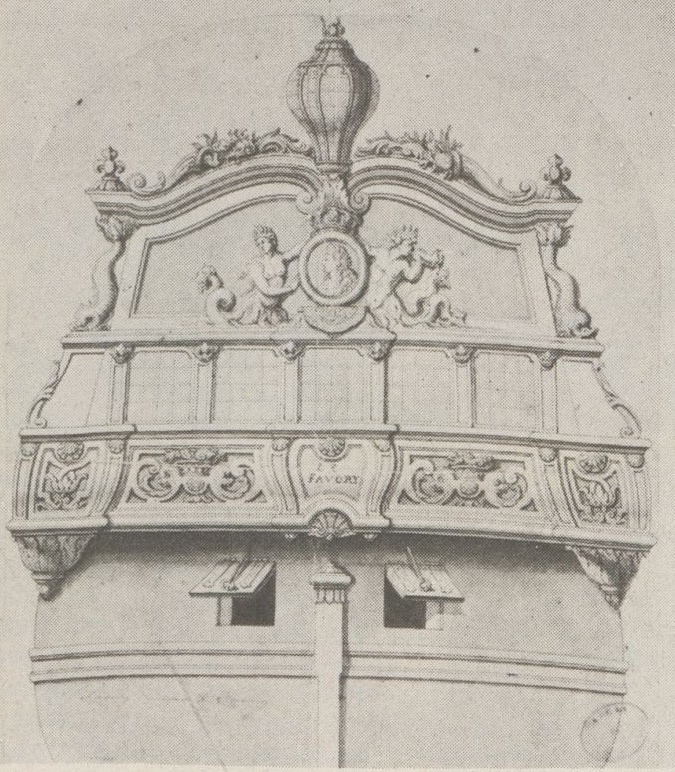
Poupe du Favory, petit vaisseau de 36 canons du niveau de la frégate.

Les cinquièmes rangs ou frégates-vaisseaux de 2e ordre sont des petits vaisseaux de 300 à 350 tonneaux, portant environ 30 canons en 1669, puis environ 36 en 1689. Les navires de ce rang servent de frégates.
- Perle, ex-Tric (barbaresque), 1663-1676. 34c
- Hirondelle, 1664-1679. 34c
- Lion rouge, puis Lion d’or (1666), Vigilant (1671), 1665-1673.
- Soleil d’Afrique, ex-Chems (barbaresque), 1665-1675. 34c.
- Croissant d’Afrique, ex-barbaresque, puis Fâcheux (1675), 1665-1675. 34c
- Palmier, ex-barbaresque, 1665-1672. 24/36c
- Hermine, puis Capricieux (1671), 1665-1680. 34c
- Saint Joseph, puis Dur (1671), puis Poly (1678), 1666-1692. 34c.
- Tigre, 1668-1689. 36c
- Laurier, 1669-1678. 28c
- Les Jeux, 1670-1687. 34c.
- Victoire, puis Arrogant (1671), 1670-1673. 28c
- Trompeuse, puis Triton (1671), puis Mercure (1678), 1670-1694. 40c
- Tourbillon puis Pétillant (1678), 1670-1696, 28c
- Bouffone, puis Drosle (1671), Gaillard (1678), 1670-1682. 40c
- Eveillé, ex-Dur, 1671-1693. 28c
- Joli, ex-Périlleux, puis Hardi (1678), 1671-1692. 34c
- Entreprenant, puis Dragon (1674), 1671-1710. 30c
- Emerillon, ex-Actif, 1672-1694. 34c
- Vigilant, ex-Entreprenant, 1673-1696. 30c.
- Galant, ex-Caché, 1674-1684. 30c
- Perle, ex-Dauphin de Bayonne (1670), 1675-1690. 32c
- Soleil d’Afrique, ex-Eclair, puis Lyon (1678), 1675-1716. 32c
- Palmier, ex-Favorite, ex-Soleil d’Afrique, 1676-1709. 40c
- Adroit, ex-Gracieuse, 1677-1689. 36c
- Marin, 1678-1704. 30c.
- Marquis, ex-Laurier, 1679-1683. 30c
- Hercule, 1679-1704. 30c
- Hirondelle, 1679-1688. 28c
- Soleil d’Afrique, 1679-1699. 30c
- Galant, ex-barbaresque, 1687-1690. 36c.
- Soleil d’Alger, ex-barbaresque, 1687-1689. 36c
- Hirondelle, 1688-1704. 32c.
- Gaillarde, 1689-1711. 32c
- Les Jeux, 1688-1689. 36c
- Les Jeux, 1689-1706. 36c
- Tigre, 1689-1715. 36c
- Badine , 1689-1705. 32c
- Vaillant, ex-HMS Mary-Rose (1660), ex-HMS Maidstone (1654), 1691-1699.
- Aigle, 1692-1712, 36/40c[1]
- Favori, 1692-1702, 30/40c[2]
- Milford, ex-HMS Milford, 1693-1701. 32c
- Duc de Chaulnes, ex-HMS Scarborough (1693), 1694-1696. 32c
- Zeripsee, ex-Zierickzee Hollandais (puis brûlot), 1694-1705. 32c
- Oiseau, 1695-1704. 30c
- Milford, ex-HMS Milford, 1702-1717. 32c
- Saemslach, ex-Saemslack: Hollandais, 1703-1717. 24/30c
- Vigilante, ex-Vigilante Flessinguois, 1703-1708: 24/32c
- Ludlow, ex-HMS Ludlow, 1703-1725. 30c
- Weeps, ex-Weeps Hollandais, 1704-? 32c
- Fowey, ex-HMS Fowey, 1704-1709. 32c
- Amazone, ex-Walger Flessinguois, 1705-1706. 38c
- Sorlingues, ex-HMS Sorlings (1694), 1705-1710. 32c
- Valeur, 1707-1719. 42c
- Faucon, ex-HMS Falcon (1704), 1709- ? 36c.

## Sixième rang
Les sixième rangs sont des petits vaisseaux d'une centaine de tonneaux, portant environ 20 canons sur leur pont unique. Les navires de ce rang servent de frégates légères.
- Petite Infante, puis Légère (1671), 1659-1678. 10c.
- Aurore, puis Sybille (1671), 1663-1675
- Gaillarde, puis Incommode (brûlot), 1666-1679. 14c.
- Dieppoise, puis Lutine (1671), 1666-1675. 14c
- Diligente, 1666-1675. 12c
- Christine, puis Sans-Peur (1671), 1666-1680. 10c.
- Bretonne, puis Tempête (1671), 1670-1675. 22c
- Embuscade, 1670-1677. 18c
- Aurore, puis Normande (1671), 1670-1689. 18c
- Bouffonne, 1670-1696. 26c
- Friponne, 1670-1690. 16c
- Maligne, 1670-1695. 16c
- Mutine, 1670-1694. 16c
- Railleuse, 1671-1680. 10c.
- Bien-Aimée, 1672-1692. 24c.
- Mignonne, 1672-1694. 10c
- Gracieuse, 1672-1675. 24c
- Bouffonne, 1673-1696. 26c
- Jolie, 1675-1693. 24c
- Trompeuse, 1675-1683. 24c
- Sorcière, puis Gaillarde ?, 1676-1695. 24c
- Vipère, puis Lutine (1678), 1676-1703. 18c
- Diligente, 1676-1689. 26-28c
- Moqueuse, 1676-1690. 10c
- Mutine, 1676-1684 ou 94. 28c
- Tempête, 1676-1690. 28c
- Fée, puis Jalouse (1690), 1676 ou 78-1698. 30c
- Subtile, puis Pressante (1678), 1676-1694.
- Badine, 1678-1683. 10c
- Charmante, 1678-1696. 10c
- Favorite, 1678-1698. 28c
- Gaillarde, 1678-1690. 26c
- Serpente, 1678-1691. 20-26c
- Séditieux, 1679- ?. 26c
- Embuscade, 1682-1698. 20-28c
- Légère, 1682-1692. 24c
- Railleuse, 1683-1689. 16c
- Moqueuse ex-Algérois, 1687-1691. 16c
- Yack, 1689-1696. 20c
- Aurore, 1689-1697. 20c
- Trompeuse, 1689-1707. 10-12c
- Charmante, 1689-1696. 10-12c
- Gentille, 1689-1696. 16c
- Gracieuse, 1689-1690. 16c
- Fée, 1690-1703. 14c
- Railleuse, 1690-1703. 14c
- Tempête, ex-HMS Firedrake, puis Canard (1690), 1689-1713. 20-28c
- Serpente, 1691-1696. 16c
- Entreprenante, 1691-1702. 22c
- Diligente, 1691-1694. 34c
- Naïade, 1692-1695. 12c
- Audacieuse, 1692-1707. 16c
- Salamandre, 1693-1703. 22c
- Jolie, 1693-1702. 14c
- Naïade, 1695-1709. 36c
- Galathée, 1695-1708. 20c
- Salamandre, 1696-1709. 20c
- Friponne, 1696-1697. 16c
- Néréide, 1696-1713. 20c
- Aurore, 1697-1716. 22c
- Gentille, 1702-1708. 18c
- Nymphe, puis Gracieuse (1705), 1703-1709. 24c
- Dauphine, 1703-1706. 28c
- Étoile, 1703-1704. 30c
- Fortune, 1704-1728. 22c
- Vénus, 1704-1723. 16c
- Victoire, 1704-1743. 26c
- Embuscade, 1704-1708. 30c
- Naïade, 1706-1711. 24c
- Zéphyr, 1706-1713. 24c
- Galathée, 1707-1712. 34c
- Astrée, 1707-1717. 26c
- Amarante, 1707-1720. 12c

#### Ouvrages ou articles récents
- Patrick Villiers, Les Saint-Philippe et les vaisseaux de 1er rang de Louis XIII à Louis XIV Ancre edition, Nice,2019.

Jean-Claude Lemineur, Les vaisseaux du roi soleil, Ancre, Nice, réed.2018.  
Martine Acerra (dir.), L'Invention du vaisseau de ligne, 1450-1700, éditions SPM-Kronos, Paris, 1997.
- Martine Acerra et André Zysberg, L'Essor des marines de guerre européennes, 1680-1790, éditions SEDES, Paris, 1997.
- Martine Acerra, La symbolique des noms de navires de guerre dans la marine française 1661-1815, 1997.
- Alain Demerliac, La Marine de Louis XIV. Nomenclature des vaisseaux du roi-soleil de 1661 à 1715, éditions Omega, Nice, 1992.
- Jean Peter, L'Artillerie et les fonderies de la Marine sous Louis XIV, éditions Economica, Paris, 1995.
- Olivier Chaline, « La marine de Louis XIV fut-elle adaptée à ses objectifs ? », Revue historique des armées, 263 | 2011, 40-52.
- Jean-Michel Roche (dir.), Dictionnaire des bâtiments de la flotte de guerre française de Colbert à nos jours, t. 1, de 1671 à 1870, Toulon, éditions LTP, 2005, 530 p. (ISBN 2-9525917-0-9, lire en ligne)
- Jean-Michel Roche (dir.), Commandants, états-majors et activité des bâtiments de la Marine française, t. 1, 1661-1689, Brest, éditions LTP, 2019, 540 p. (ISBN 978-2-9525917-5-1 et 2-9525917-5-X, lire en ligne)

#### Ouvrages anciens
- Charles La Roncière, Histoire de la Marine française : La Guerre de Trente Ans, Colbert, t. 5, Paris, Plon, 1920, 822 p. (lire en ligne)
- Charles La Roncière, Histoire de la Marine française : Le crépuscule du Grand règne, l’apogée de la Guerre de Course, t. 6, Paris, Plon, 1932, 674 p. (lire en ligne)